# Gordon Buehrig
Gordon Buehrig (Gordon Miller Buehrig) (18 juin 1904 - 22 janvier 1990) est un designer industriel américain, concepteur de quelques-unes des voitures américaines de luxe les plus mythiques de l'histoire de l'automobile des années 1930, dont les Duesenberg J, JN, SJ, SSJ, Auburn Speedster 851-852, et Cord 810/812...

## Biographie
Gordon Buehrig naît à Mason City dans l'Illinois, ou il étudie le dessin, l'art, et le travail du bois et du métal à l'université Bradley. Il commence sa carrière de designer automobile en 1924 chez de nombreux constructeurs américains successifs, dont Gotfredson Body Company, Wills Sainte Claire Motor Company, Peerless, Jewett, Dietrich Inc., Packard, General Motors, Buick, Stutz,... Il est engagé en 1929 comme chef designer (à l'age de 25 ans) chez Cord Corporation d'Errett Cord pour qui il conçoit pour Duesenberg, Auburn, et Cord Automobile, quelques-unes des voitures américaines les plus emblématiques des années 1930... 

Quelques modèles emblématiques
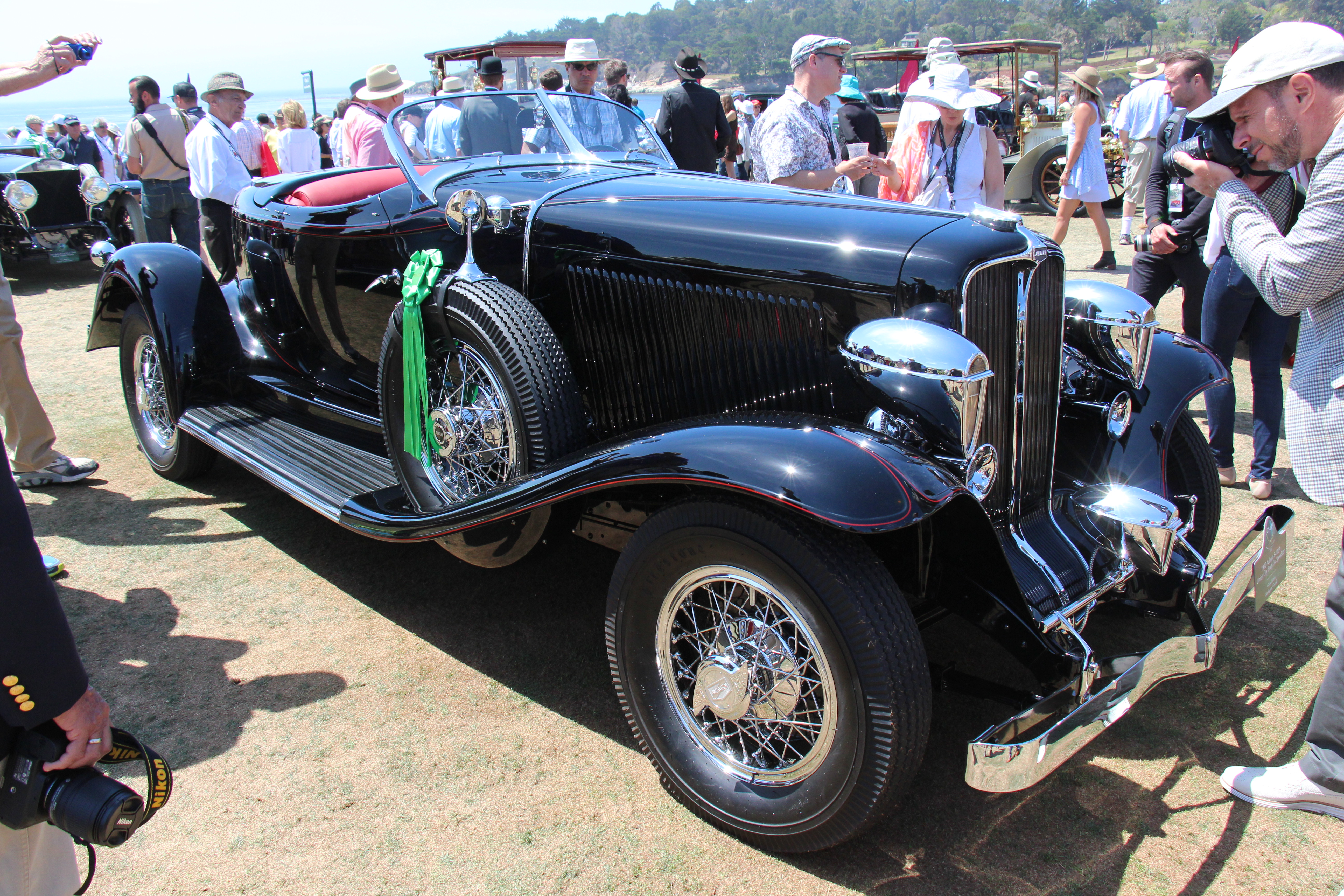
Auburn 8-100 Speedster (1932)
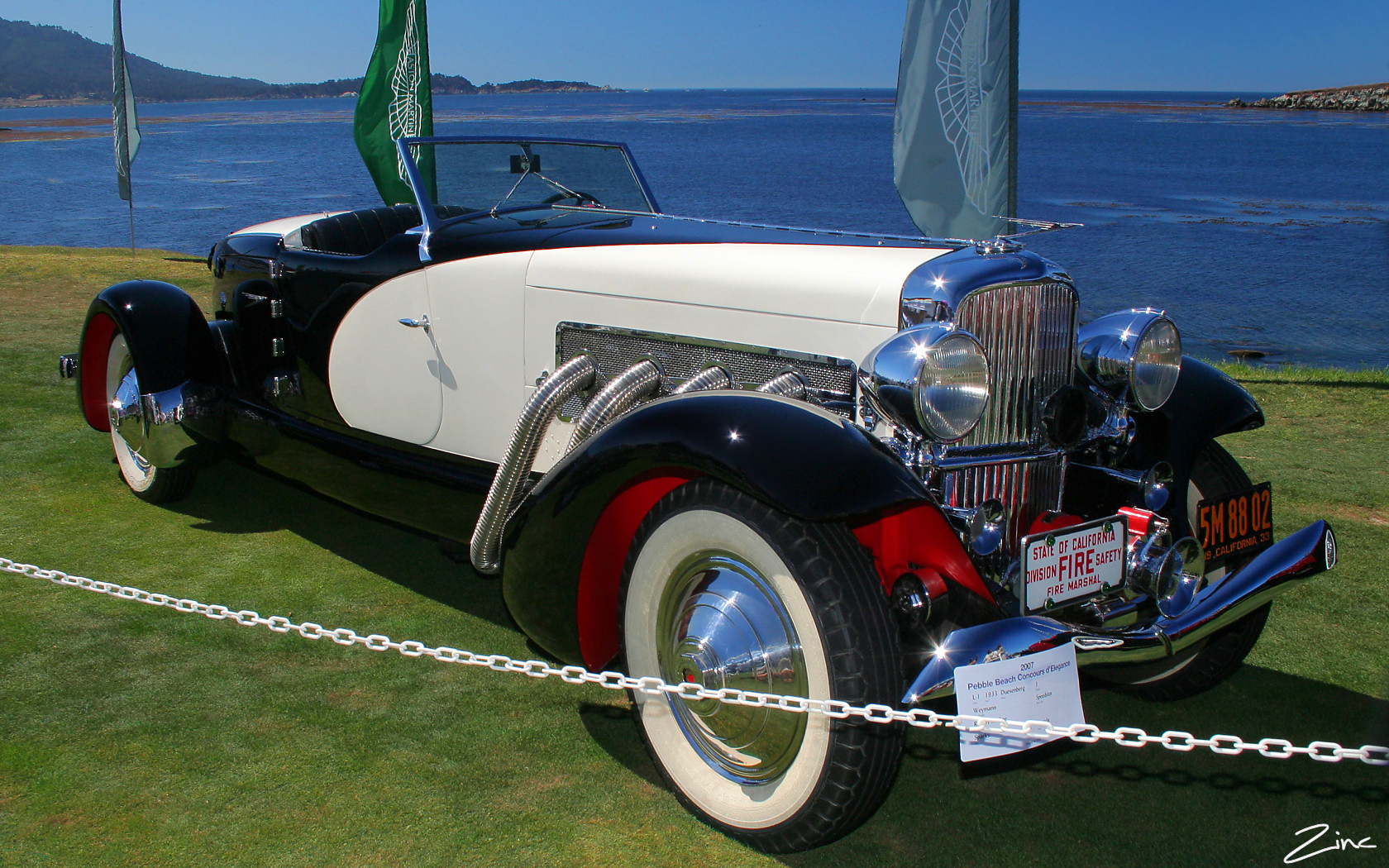
Duesenberg J speedster (1933)
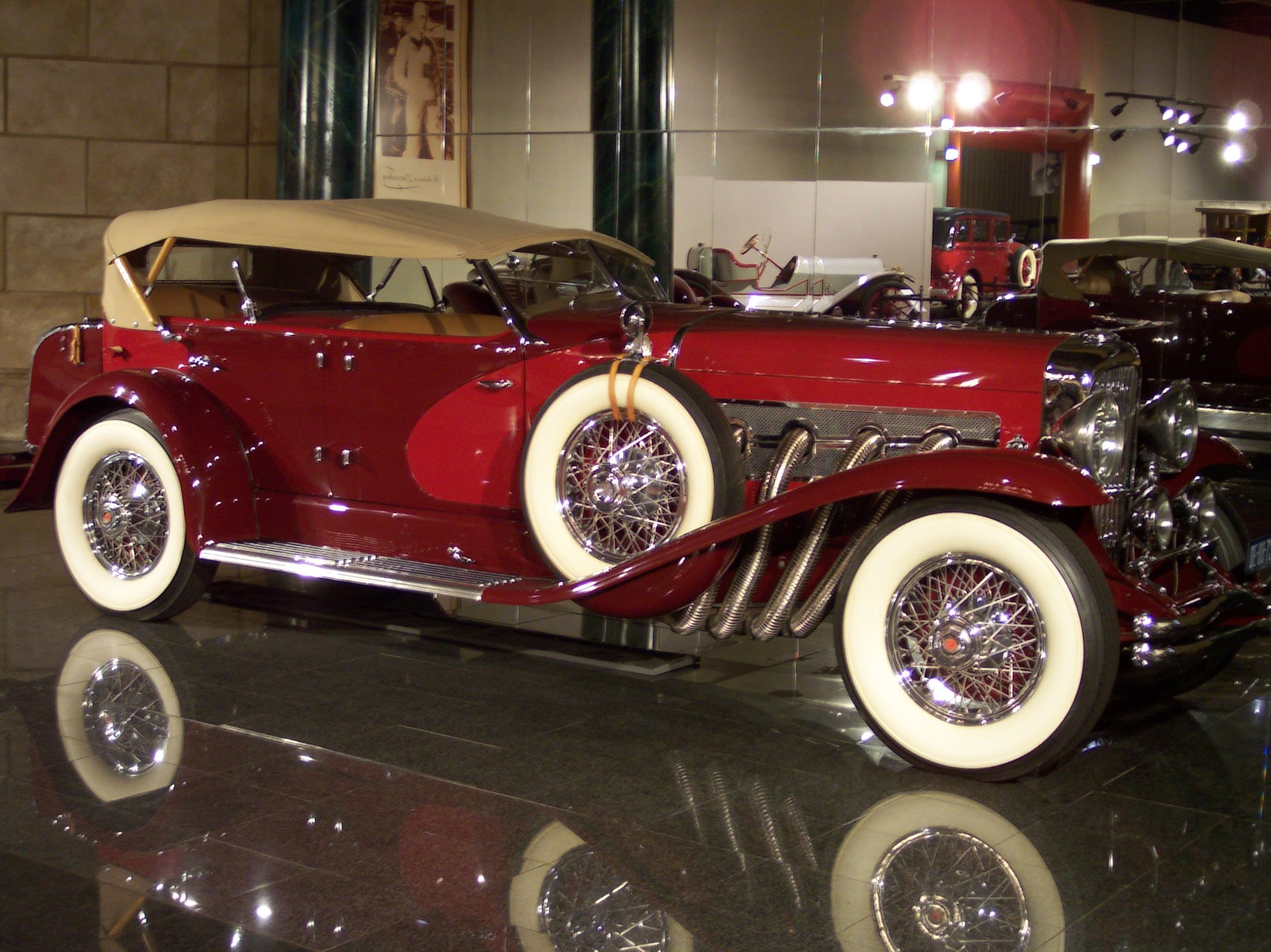
Duesenberg SJ  (1935)
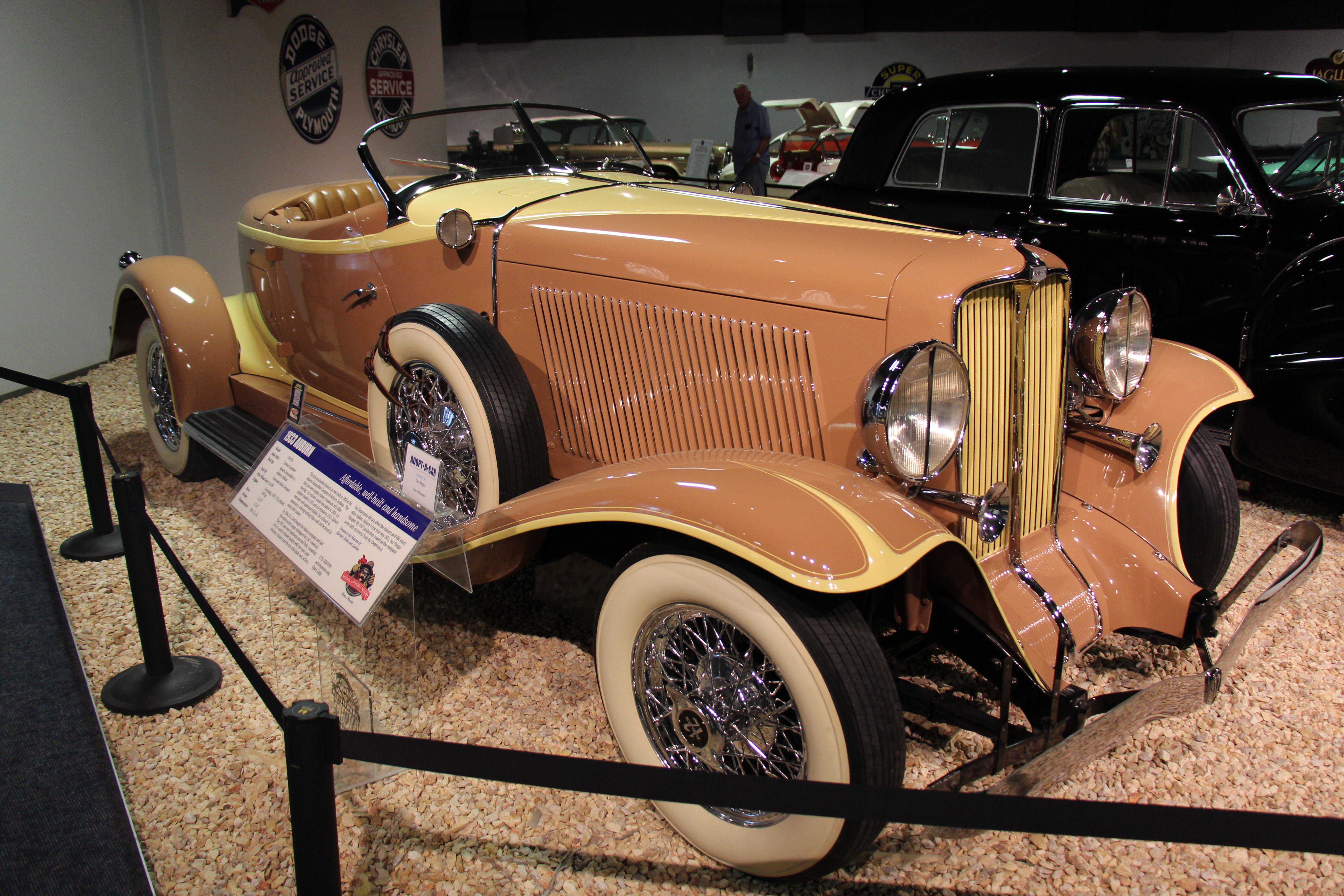
Auburn 12-161A Speedster (1933)
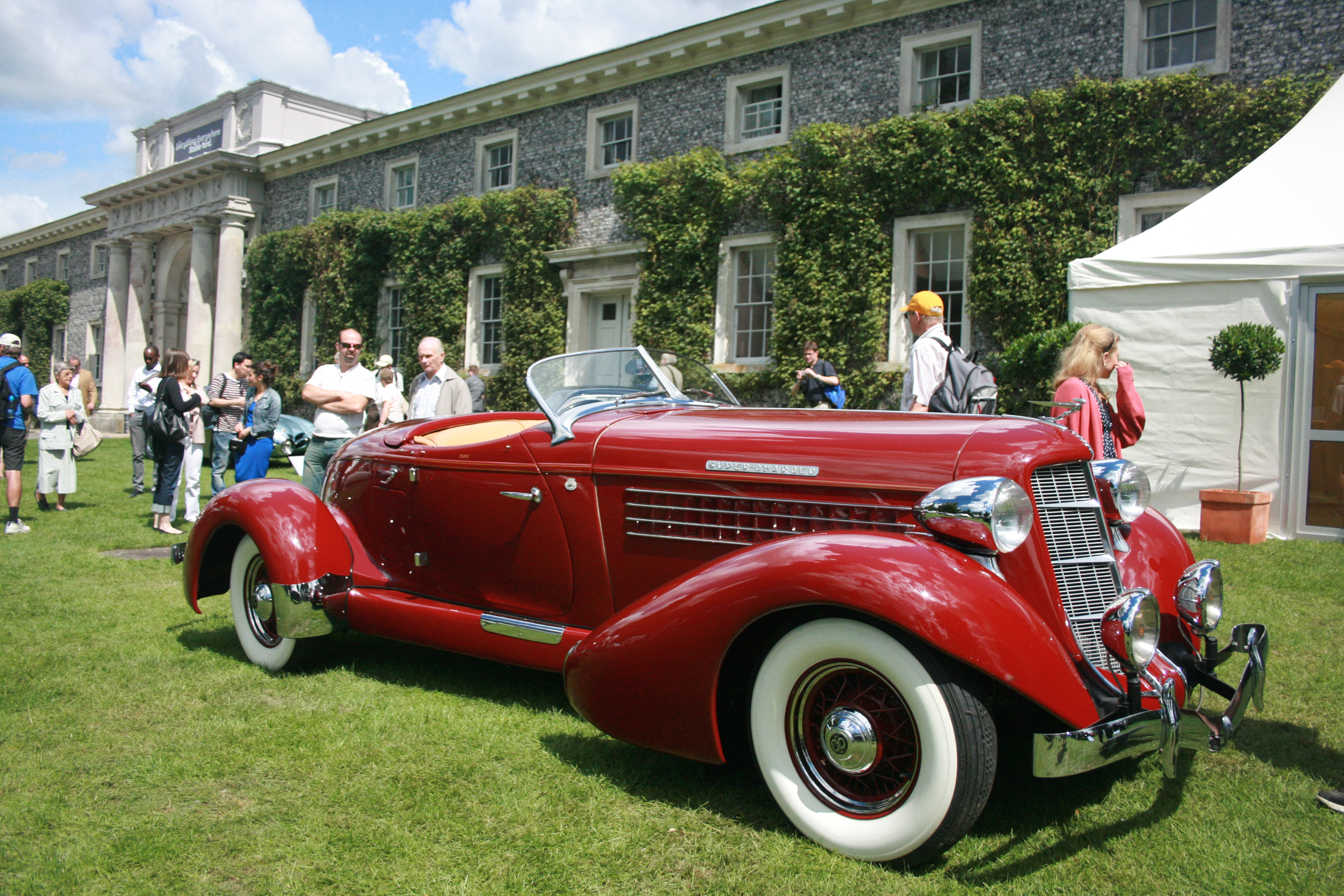
Auburn Speedster 851 (1935)
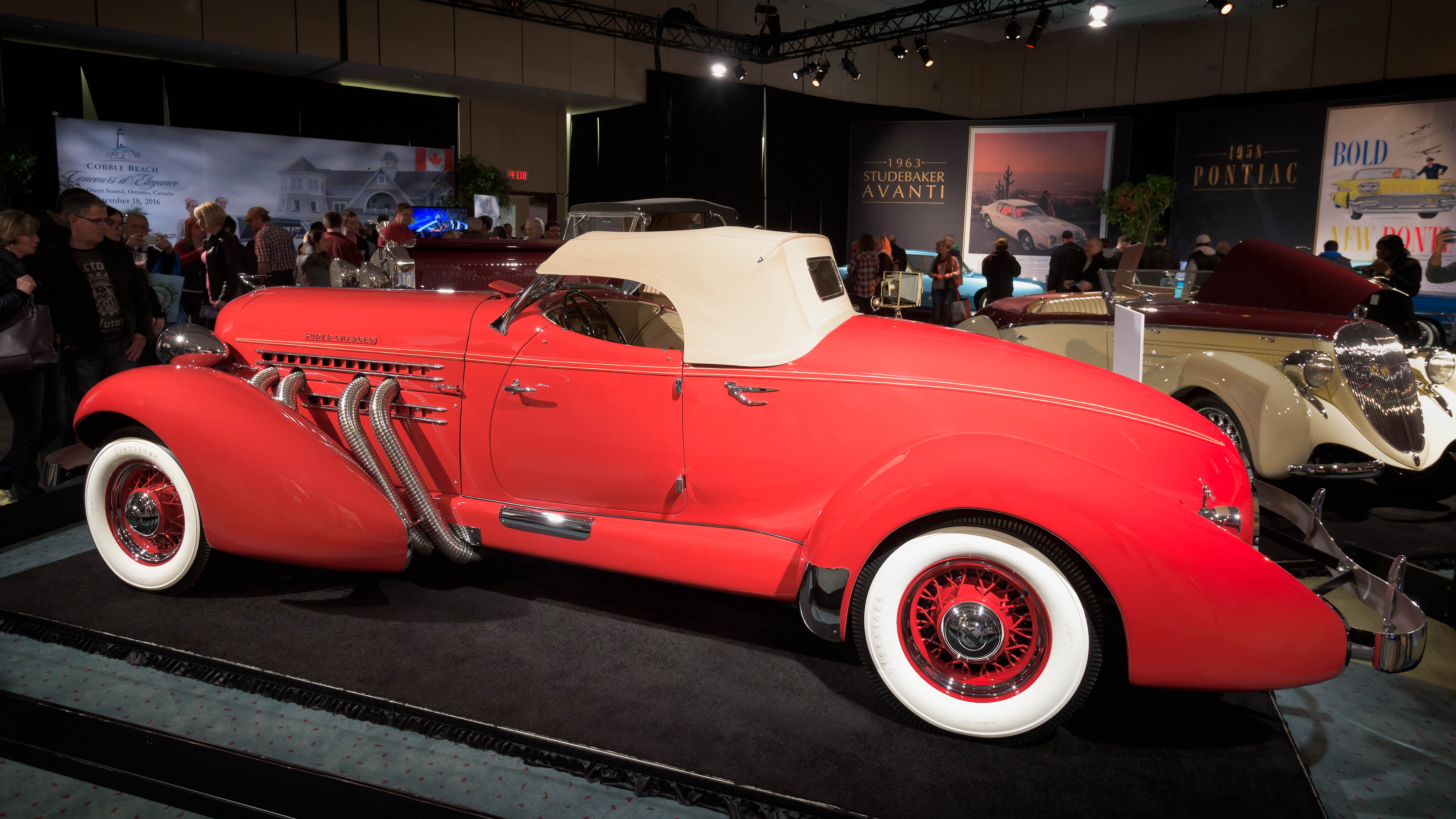
Auburn Speedster 851 S-C (1935)
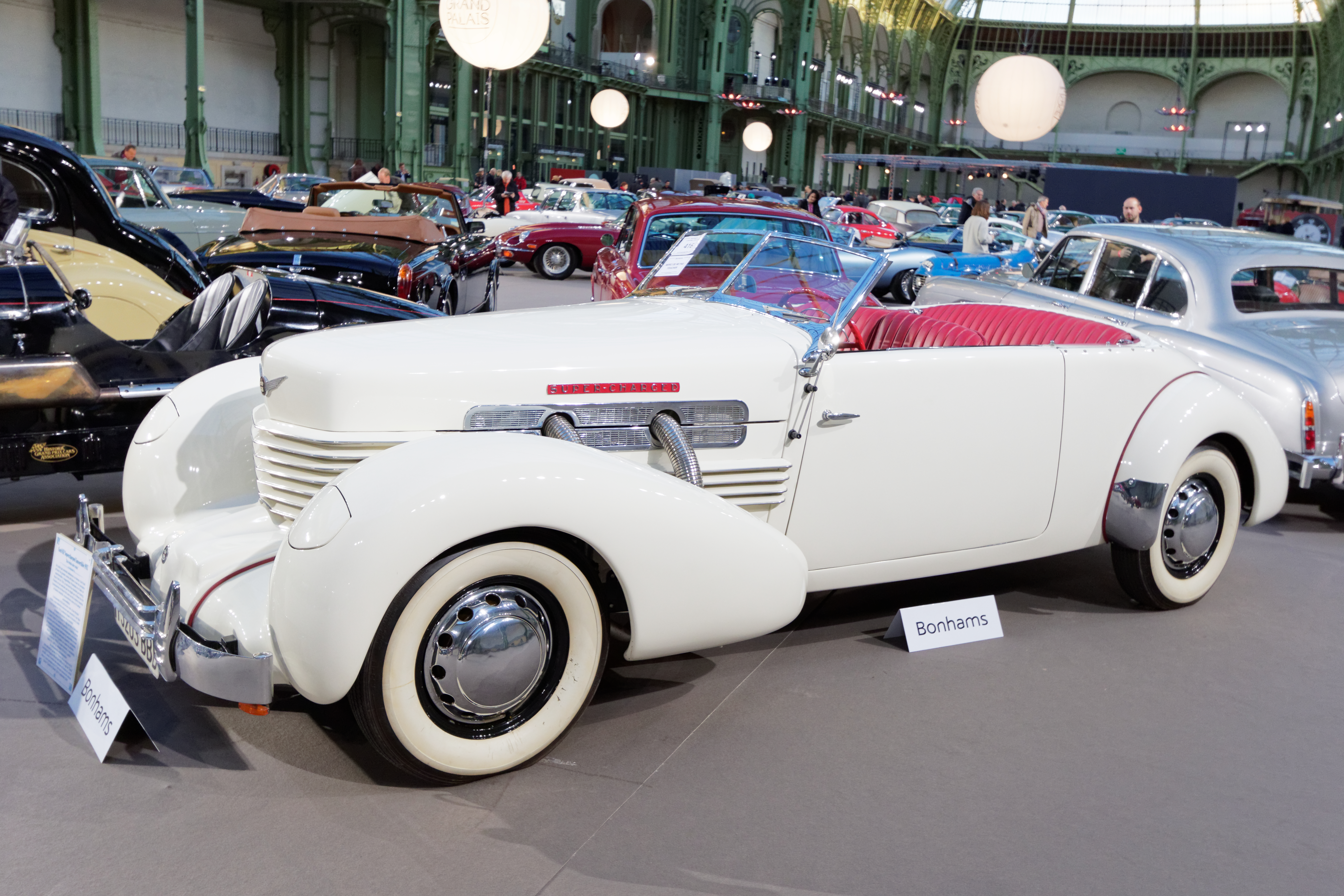
Cord 812 Supercharged cabriolet (1937)
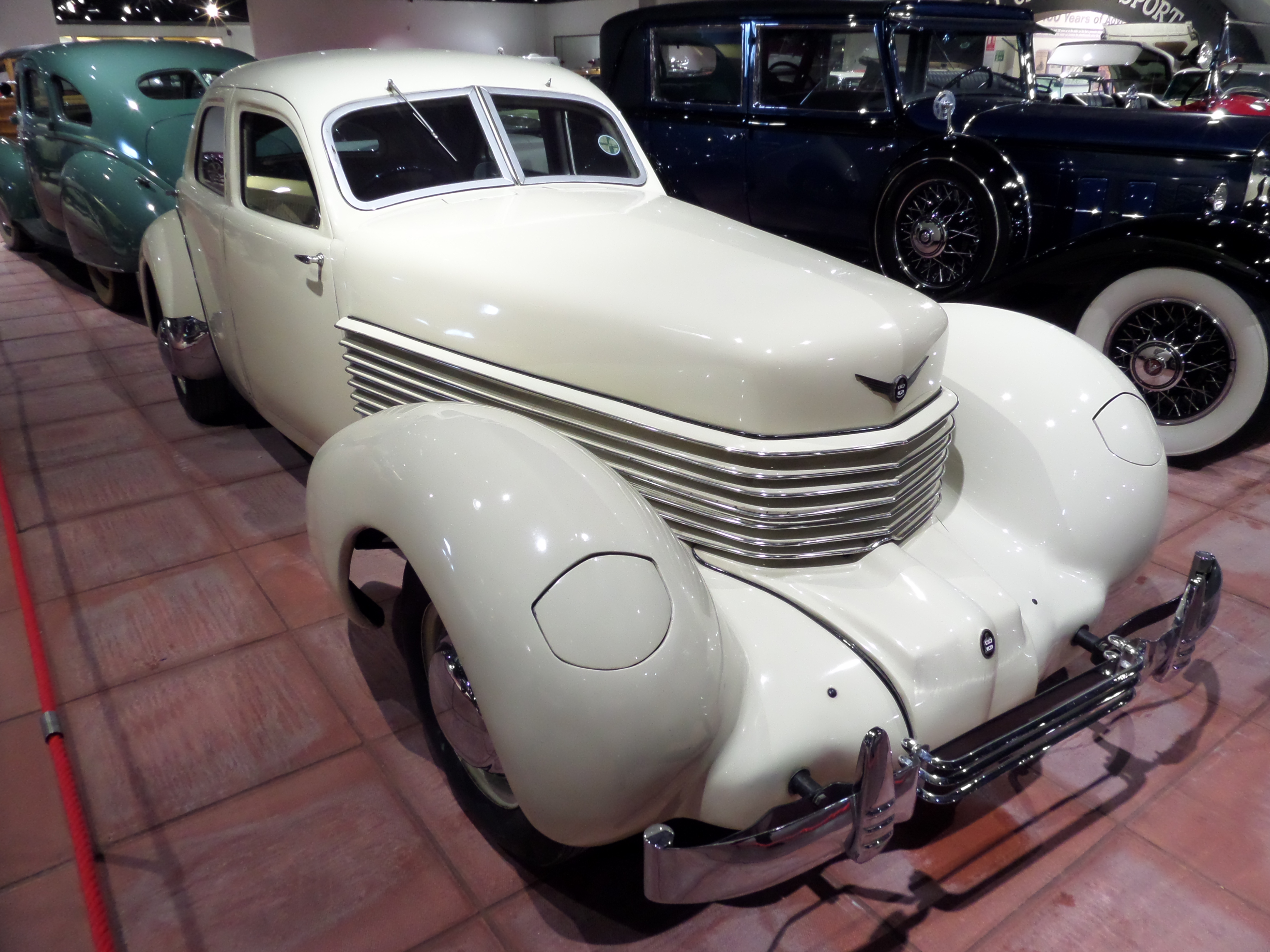
Cord 812 Supercharged Beverley Sedan (1935)
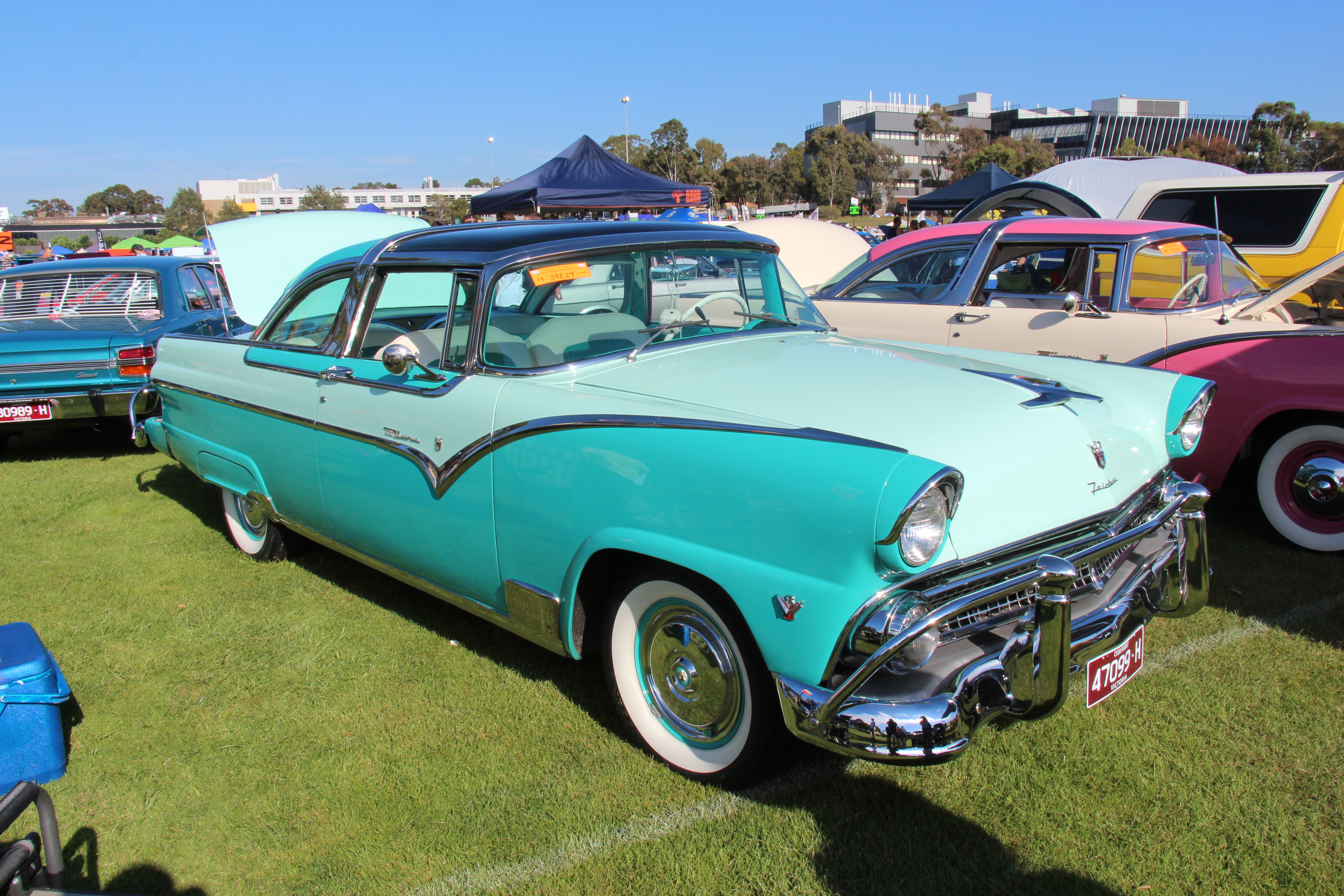
Ford Fairlane Crown Victoria (1955)
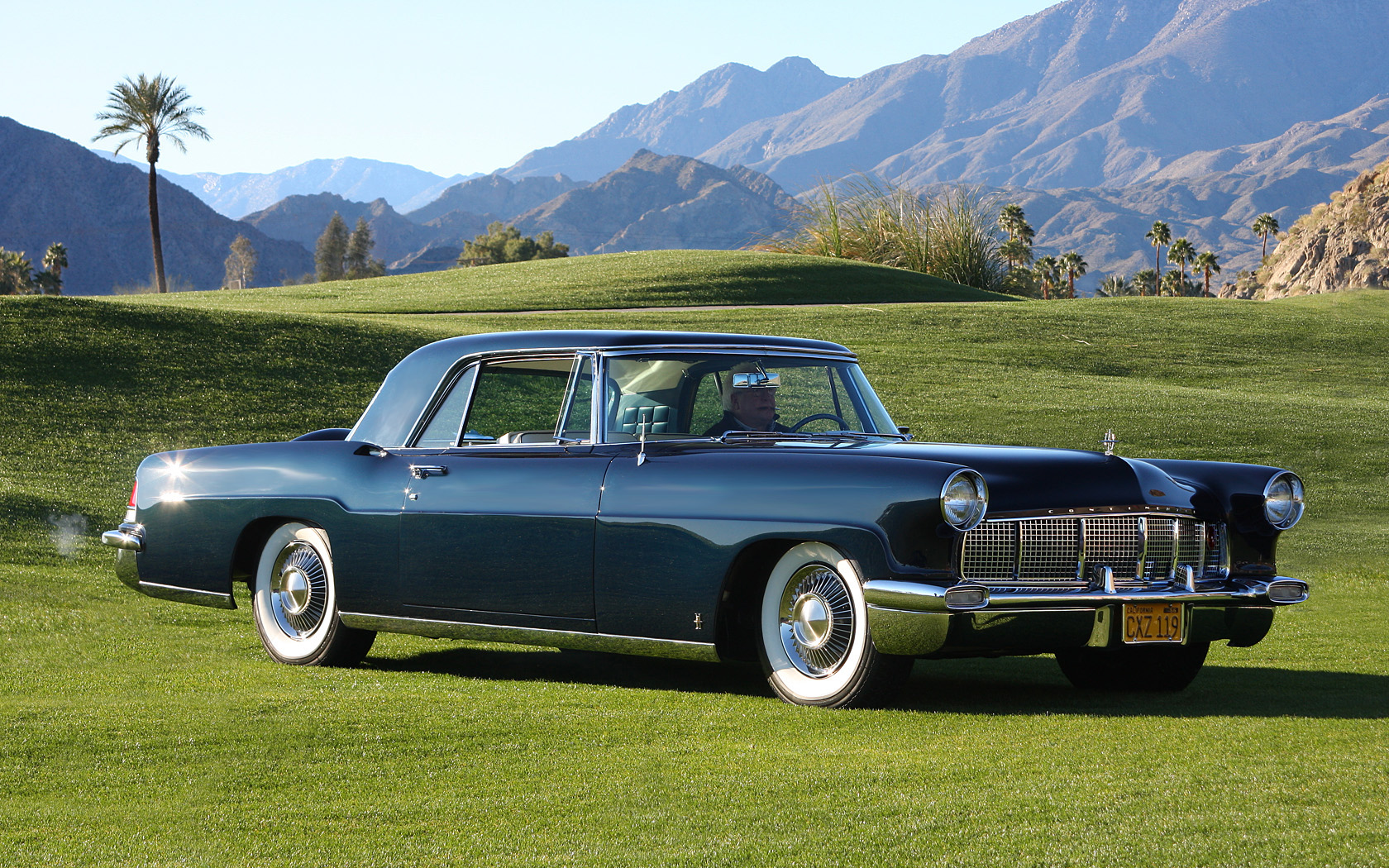
Continental Mark II (1956)

Après un passage chez Studebaker et dans l’aéronautique pendant la Seconde Guerre mondiale, il collabore entre autres après-guerre avec le designer Raymond Loewy de 1944 à 1948, puis il rejoint Ford vers 1950 durant 16 ans pour qui il conçoit des cabriolets, breaks et coupés hardtop, dont en particulier les Ford Fairlane Crown Victoria de 1951, et Continental Mark II de 1956 (il invente entre autres le T-top (en) amovible breveté à son nom le 5 juin 1951). Il prend sa retraite de Ford en 1965, pour devenir professeur de design industriel à l'Art Center College of Design de Pasadena en Californie durant 5 ans (1965 à 1970). Il tente de créer sa propre marque Buehrig Motor Car en 1979 pour produire un prototype en 4 exemplaires de coupé néo-rétro. Il disparaît à Grosse Pointe Woods dans le Michigan le 22 janvier 1990 à l'âge de 85 ans.

## Distinctions
- 1974 : Auburn Cord Duesenberg Automobile Museum, à Auburn dans l'Indiana (musée de ses créations)
- 1989 : intronisé au Automotive Hall of Fame (Temple de la renommée de l'automobile)[8]
- 1999 : fait partie des 25 designers automobiles sélectionnés pour le Car Designer of the Century (en)) (designer de voiture du siècle) prix international pour honorer le concepteur automobile le plus influent du XXe siècle (remporté par Giorgetto Giugiaro).